# Agrostis aquatica
Agrostis aquatica é uma espécie de gramínea do gênero Agrostis, pertencente à família Poaceae.